# Marc Wootton
Marc Wottoon, född 8 februari 1975, är en brittisk karaktärskomiker. Han har utöver sin TV- och radiokarriär medverkat i filmerna Confetti, Julspelet och Frequently Asked Questions About Time Travel. 